# 37117 Narcissus
37117 Narcissus este o planetă minoră (asteroid), cu un diametru de 11,2 km, din Centaur. A fost descoperită pe 1 noiembrie 2000 la Desert Beaver Observatory⁠(d) de William Kwong Yu Yeung. 
Obiectul prezintă o orbită caracterizată de o semiaxă mare de 6,8813082 UAi, o excentricitate de 0,554, o înclinație de 13,81437 ° în raport cu ecliptica.